# Gebhard Flatz

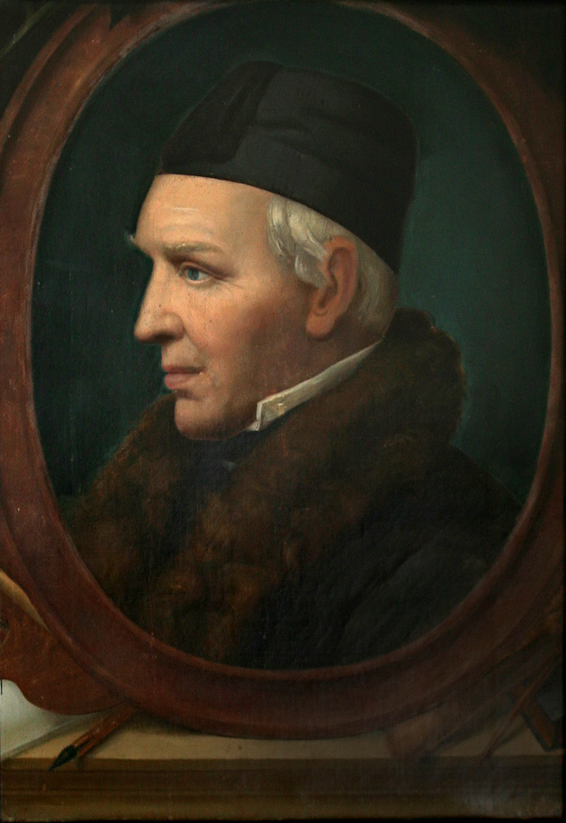
Gebhard Flatz, porträtiert von seinem Schüler Fra Silvestro, 1871

Gebhard Flatz (* 11. Juni 1800 in Rickenbach; † 19. Mai 1881 in Bregenz) war ein österreichischer Maler der nazarenischen Kunst.

## Anfänge und Lehrzeit
Gebhard Flatz wurde 1800 in Rickenbach, einem heutigen Ortsteil der Gemeinde Wolfurt, als elftes Kind eines Bäckers geboren. Er verbrachte seine Kindheit in Armut. In der Schule erkannte man das Talent von Flatz; er fiel durch Soldatenbilder auf und malte erste religiöse Bilder. Als 15-Jähriger absolvierte er eine Malerlehre. Im Oktober 1816 machte er sich als Malergeselle auf den Weg nach Wien, um Kunstmaler zu werden. Die Zeit in Wien war von Entbehrungen geprägt. Flatz arbeitete als Kellner und Zimmermaler, an Sonntagen besuchte er die Zeichenschule. Erst nach vier Jahren wurde er von der Akademie der bildenden Künste Wien aufgenommen, musste nebenher arbeiten und manchmal auch hungern. Im Herbst 1827 verließ er Wien. Er malte in Bregenz und ab 1829 in Innsbruck, wo er 150 Porträts verkaufte. 

## Leben in Rom und Innsbruck

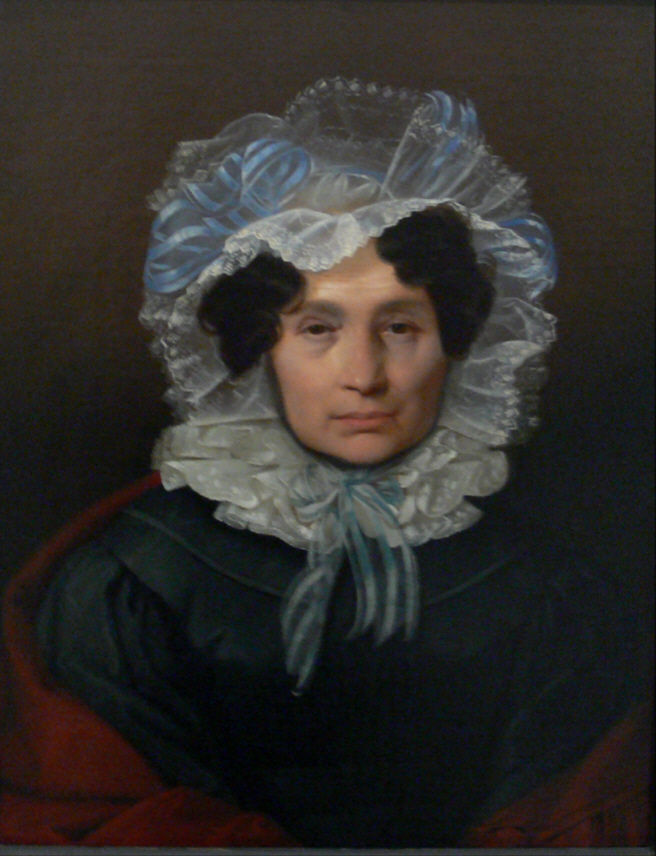
Dame mit Spitzenhaube

Mit den Ersparnissen trat er 1833 die Reise nach Rom an. Er nahm Beziehungen mit anderen Künstlern seiner Zeit auf, unter anderem mit Friedrich Overbeck und Peter von Cornelius. Flatz schloss sich dem Lukasbund der Nazarener an, einer betont religiösen deutschen Kunstrichtung. Die Nazarener arbeiteten für die Glorie der katholischen Kirche, ihre Tätigkeit fassten sie als eine Art Gottesdienst auf. Gebhard Flatz lebte und arbeitete abwechselnd in Rom und Innsbruck. Zu seinen Schülern zählten sein Freund und Landsmann Johann Jakob Fink (1821–1846) und Caspar Jele.
1838 heiratete er Marie Felicitas Freiin von Foullon-Norbeck. Ein prägender Schicksalsschlag war der Tod des ersten Kindes bei der Geburt. Im Jahr 1840 starb auch das zweite Kind bei der Geburt, Marie erlag wenige Wochen später in Frascati dem Fieber und wurde dort beigesetzt. Diesen schweren Schlag hatte Gebhard Flatz nie ganz verwunden. Erst nach einem Jahr begann er wieder zu malen, sein tiefer Glaube half ihm dabei. Auf dem Campo Santo Teutonico, für dessen Erzbruderschaft er mehrere Ämter innehatte, ließ er seiner Frau ein Epitaph setzen.
Nachdem italienische Truppen in Rom einmarschiert waren, kehrte er 1871 nach Vorarlberg zurück. Seine letzten Jahre verbrachte er in seinem Alterssitz in der Nähe der Bregenzer Pfarrkirche. Bis zu seinem Tod galt er als „der katholische Maler seiner Zeit“.

## Bedeutung

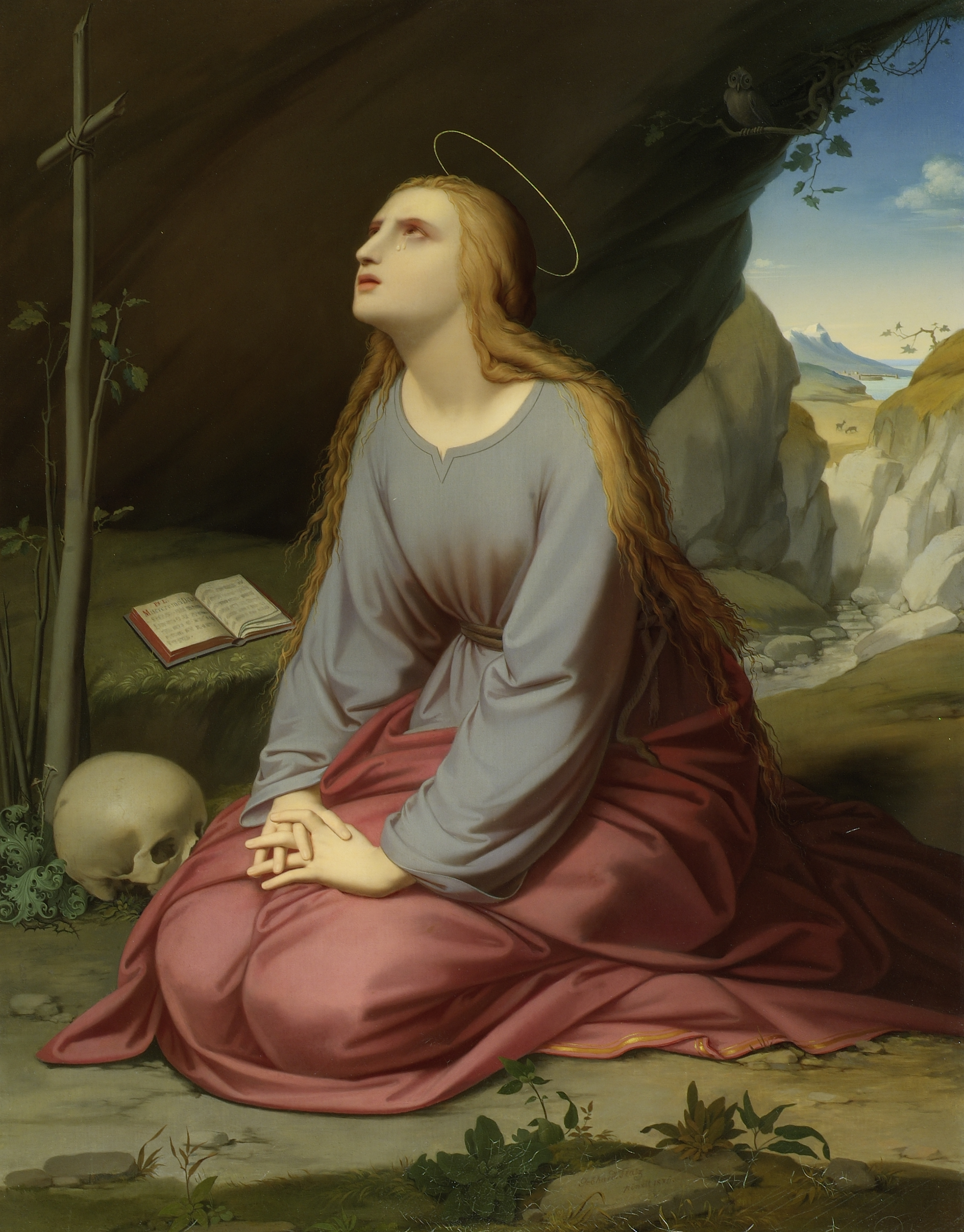
Heilige Maria Magdalena (1876), Österreichische Galerie Belvedere

Zu Lebzeiten genoss Gebhard Flatz große Anerkennung. Bei Bertsch findet sich ein zeitgenössisches Zitat des Stuttgarter Professors Müller, in dem dieser erklärt, dass „Flatz gemeinsam mit Overbeck den Ruhm teile, zu den bedeutendsten deutschen Malern auf religiösem Gebiete zu gehören.“ Seine Bilder waren begehrt und wurden von Sammlern in ganz Europa erworben – unter anderem von den Erzbischöfen von Breslau, Köln, Gran, Đakovo und Triest. Außerdem verkaufte er Werke nach Krakau, Kiew, Petersburg, Paris, London, Liverpool und weitere europäische Metropolen. Für die k. u. k. Hofburgkapelle erwarb der Kaiser eine „Geburt Christi“ für etwa 1800 Gulden. 
Nicht nur seine Originalbilder verbreiteten sich. Schon zu seinen Lebzeiten gingen tausende von Reproduktionen seiner Gemälde in alle Welt. Die Bilder mit ihren sanften Madonnen, friedfertigen Heilanden und entrückten Heiligen entsprachen dem Geschmack der katholischen Massen. Die vereinfachte Ikonologie, verbunden mit einer katholischen Romantik, machte die Gemälde zu beliebten Andachtsbildern. 
Nach seinem Tod geriet Gebhard Flatz in Vergessenheit. In der Ausstellung „Die Nazarener“ in Frankfurt am Main 1977 wurde er in einer Kurzbiographie angeführt, ansonsten aber in keiner Ausstellung außerhalb von Vorarlberg erwähnt – auch nicht in der Ausstellung „Die Nazarener in Österreich 1809–1939“ in Graz 1979. Bei Swozilek u. a. (S. 25) wird von Mag. Ute Pfanner angemerkt, dass dies „anbetracht der Flatzschen Stellung in seiner Zeit merkwürdig sei, denn nur wenige österreichische Künstler in Rom haben in seiner Zeit so viele Künstler und anerkannte Persönlichkeiten angezogen.“

## Flatz-Bilder in Wolfurt
Auch in seiner Herkunftsgemeinde Wolfurt nahm das Interesse an den „frommen Bildern“ mit dem Aufkommen der neuen Kunstrichtungen Anfang des 20. Jahrhunderts ab. Als Flatz zu seinen Lebzeiten das Bild „Maria Krönung“ für die Pfarrkirche stiftete, wurde es von der Wolfurter Bevölkerung in Bregenz abgeholt und in einer feierlichen Zeremonie am Hauptaltar der Kirche aufgehängt. 
Nachdem die Beliebtheit der Nazarener-Kunst abgenommen hatte, wurde 1938 das Bild an der Nordwand oberhalb des Einganges zum Turm angebracht. In einer Ausstellung im Jahr 1982 und einer weiteren Ausstellung im Jahr 2000 in Wolfurt wurde das Werk von Gebhard Flatz in seiner Herkunftsgemeinde gewürdigt. In Wolfurt finden sich neben der Pfarrkirche St. Nikolaus auch Flatz-Bilder in der Kapelle Rickenbach. Ein von Fra Silvestro gemaltes Porträt von Flatz ist in der Mittelschule Wolfurt ausgestellt.

## Orden
- 1879 Ritter des Kaiserlich-Österreichischen Franz-Joseph-Ordens